# Boubo
Der Boubo ist ein Küstenfluss in der Elfenbeinküste.

## Verlauf
Der Fluss hat seine Quellen westlich der Stadt Diégonéfla, im Norden des Distrikts Gôh-Djiboua. Er fließt zunächst nach Osten. Nach Diégonéfla beschreibt er einen Bogen nach rechts und fließt in südliche Richtung weiter. Nach knapp der Hälfte seines Weges nimmt er von rechts seinen wichtigsten Nebenfluss, den Do, auf. Kurz darauf passiert er die Stadt Divo. Der Boubo mündet schließlich über die Tagba-Lagune in den Golf von Guinea.

## Hydrometrie
Die Durchflussmenge des Boubo wurde an der hydrologischen Station Babokon bei zwei Drittel des Einzugsgebietes, über die Jahre 1983 bis 2001 gemittelt, in m³/s gemessen (Werte aus Diagramm abgelesen).